# Lilinau Corona
Lilinau Corona est une corona, formation géologique en forme de couronne, située sur la planète Vénus par 34° N et 22° E. Elle est localisée dans le quadrangle de Bereghinya Planitia. Elle a été nommée en référence à Lilinau, servante  amérindienne de la fertilité. 

## Géographie et géologie
Lilinau Corona couvre une surface circulaire d'environ 200 km de diamètre. 